# Gakići
Gakići su naseljeno mjesto u općini Konjic, Federacija Bosne i Hercegovine, BiH.

## Stanovništvo

### 1991.
Nacionalni sastav stanovništva 1991. godine, bio je sljedeći:
ukupno: 50
- Muslimani – 50

### 2013.
Nacionalni sastav stanovništva 2013. godine, bio je sljedeći:
ukupno: 10
- Bošnjaci – 10

## Vanjske poveznice
- Satelitska snimka[neaktivna poveznica]